# Liste des souverains de Bavière

Grandes armoiries du royaume de Bavière à la fin de son existence.

Du milieu du VIe siècle à 1918, la Bavière a été gouvernée par des ducs, puis des électeurs et enfin des rois. La maison de Wittelsbach, arrivée au pouvoir en 1180, à la chute des Guelfes, s'y est maintenue jusqu'en 1918.

## Ducs de Bavière de la maison Agilolfing (jusqu'en788)
- 555 – 592 : Garibald Ier
- 592 – ? : Tassilon Ier
- ? – après 610 : Garibald II
- ?  – ? : Théodon Ier
- ? – 716 : Théodon II (de)
- 716 – avant 725 : Thibert, Grimoald (de) et Theudoald (de), conjointement
- avant 725 – 737 : Tassilon II (de) et Hugobert (de), conjointement
- 737 – 748 : Odilon
- 748 – 749 : Griffon
- 749 – 788 : Tassilon III, déposé par Charlemagne

## Rois de Bavière carolingiens (788-907)
- 788 – 814 : Charles Ier le Grand
- 814 – 817 : Louis Ier, et Lothaire Ier
- 817 – 876 : Louis II le Germanique
- 876 – 880 : Carloman
- 880 – 882 : Louis III
- 882 – 887 : Charles III le Gros
- 887 – 899 : Arnulf de Carinthie
- 899 – 911 : Louis IV l'Enfant

## Ducs de Bavière (907-1180)
| Portrait   | Nom                                                     | Dynastie     | Règne     | Notes |
| ---------- | ------------------------------------------------------- | ------------ | --------- | --- |
|            | Arnulf « le Mauvais » (mort le 14 juillet 937)          | Luitpoldides | 907-937   | Fils du margrave Léopold, nommé à la tête des marches de Carinthie et de Pannonie vers 890 par le roi de Germanie Arnulf de Carinthie. |
|            | Eberhard (vers 912 – vers 940 ?)                        | Luitpoldides | 937-938   | Fils d'Arnulf. |
|            | Berthold (vers 900 – 23 novembre 947)                   | Luitpoldides | 938-947   | Fils du margrave Léopold et frère cadet d'Arnulf. |
| Henri Ier  | Henri Ier (919/922 – 1er novembre 955)                  | Ottoniens    | 947-955   | Fils du roi de Germanie Henri l'Oiseleur et frère cadet de l'empereur Otton Ier, il est également le gendre d'Arnulf. À la mort de Berthold, Othon choisit de ne pas laisser la Bavière au fils mineur du duc, Henri, et la confie à son frère.                                                          |
| Henri II   | Henri II « le Querelleur » (951 – 28 août 995)          | Ottoniens    | 955-976   | Fils d'Henri Ier, il est déposé après l'échec de sa révolte contre son cousin, l'empereur Otton II. |
| Otton Ier  | Otton Ier (954 – 31 octobre 982)                        | Ottoniens    | 976-982   | Fils de Ludolphe de Souabe et petit-fils de l'empereur Otton Ier. Également duc de Souabe (973-982). Otton II lui confie la Bavière après la rébellion d'Henri le Querelleur. Mort sans laisser d'héritier.                                                                                              |
|            | Henri III (940 – 5 octobre 989)                         | Luitpoldides | 983-985   | Fils de Berthold. Duc de Carinthie et margrave de Vérone (976-978), il est exilé en 978, puis rappelé en 983 par l'empereur Othon II pour succéder à Otton de Souabe à la tête de la Bavière. Il est déposé en 985 pour permettre le retour d'Henri le Querelleur, mais retrouve la Carinthie et Vérone. |
| Henri II   | Henri II « le Querelleur » (951 – 28 août 995)          | Ottoniens    | 985-995   | À la mort de l'empereur Otton II, il est libéré et s'impose comme régent du nouvel empereur, Otton III, encore enfant. Il est contraint d'abandonner la régence à l'impératrice douairière Théophano, mais récupère la Bavière en échange de sa soumission.                                              |
| Henri IV   | Henri IV (6 mai 973/8 – 13 juillet 1024)                | Ottoniens    | 995-1004  | Fils d'Henri le Querelleur et de Gisèle de Bourgogne. Il devient roi de Germanie à la mort de son cousin Otton III, en 1002. |
|            | Henri V (vers 960 – 27 février 1026)                    | Luxembourg   | 1004-1009 | Comte de Luxembourg depuis 998, il est le beau-frère d'Henri IV, qui lui confie la Bavière après son avènement comme roi de Germanie. |
| Henri IV   | Henri IV (6 mai 973/8 – 13 juillet 1024)                | Ottoniens    | 1009-1017 | Il retire la Bavière à son beau-frère à la suite d'une querelle. |
|            | Henri V (vers 960 – 27 février 1026)                    | Luxembourg   | 1017-1026 | Il se réconcilie avec son beau-frère, qui lui rend la Bavière. Mort sans laisser d'héritiers. |
| Henri VI   | Henri VI « le Noir » (28 octobre 1017 – 5 octobre 1056) | Saliens      | 1026-1042 | Fils du roi de Germanie Conrad II le Salique, qui lui confie la Bavière à la mort d'Henri V. |
| Henri VII  | Henri VII (vers 1005 – 14 octobre 1047)                 | Luxembourg   | 1042-1047 | Neveu d'Henri V, il reçoit la Bavière après la mort de Conrad II le Salique et l'accession de son fils Henri le Noir à la tête du Saint-Empire. Mort sans laisser d'héritier. |
| Henri VI   | Henri VI « le Noir » (28 octobre 1017 – 5 octobre 1056) | Saliens      | 1047-1049 | La Bavière retourne à l'empereur à la mort d'Henri VII. |
|            | Conrad Ier (vers 1020 – 5 décembre 1055)                | Ezzonides    | 1049-1053 | |
| Henri VIII | Henri VIII (11 novembre 1050 – 7 août 1106)             | Saliens      | 1053-1054 | Fils d'Henri VI. |
|            | Conrad II (1052 – 10 avril 1055)                        | Saliens      | 1054-1055 | Fils d'Henri VI. |
| Henri VIII | Henri VIII (11 novembre 1050 – 7 août 1106)             | Saliens      | 1055-1061 | Sous la régence de sa mère, la duchesse Agnès, veuve d'Henri VI. |
|            | Otton II (vers 1020 – 11 janvier 1083)                  | Nordheim     | 1061-1070 | Également comte de Northeim. |
| Welf Ier   | Welf Ier (vers 1030/40 – 9 novembre 1101)               | Welf         | 1070-1077 | |
| Henri VIII | Henri VIII (11 novembre 1050 – 7 août 1106)             | Saliens      | 1077-1096 | |
| Welf Ier   | Welf Ier (vers 1030/40 – 9 novembre 1101)               | Welf         | 1096-1101 | |
| Welf II    | Welf II (vers 1072 – 24 septembre 1120)                 | Welf         | 1101-1120 | Fils aîné de Welf Ier. Mort sans laisser d'héritier. |
| Henri IX   | Henri IX « le Noir » (1075 – 13 décembre 1126)          | Welf         | 1120-1126 | Fils cadet de Welf Ier. |
| Henri X    | Henri X « le Superbe » (1102/8 – 21 octobre 1139)       | Welf         | 1126-1139 | Fils d'Henri IX. Également duc de Saxe sous le nom d'Henri II (1137-1139) et margrave de Toscane (1137-1139). |
| Léopold IV | Léopold « le Libéral » (vers 1108 – 18 octobre 1141)    | Babenberg    | 1139-1141 | Également margrave d'Autriche sous le nom de Léopold IV (1136-1141), il se voit remettre la Bavière par l'empereur Conrad III. Mort sans laisser d'héritier. |
| Conrad III | Conrad III (1093/4 – 15 février 1152)                   | Hohenstaufen | 1141-1143 | |
| Henri XI   | Henri XI « Jasomirgott » (1107 – 13 janvier 1177)       | Babenberg    | 1143-1156 | Frère aîné de Léopold. Également margrave puis duc d'Autriche sous le nom d'Henri II. |
| Henri XII  | Henri XII « le Lion » (vers 1130 – 6 août 1195)         | Welf         | 1156-1180 | Fils d'Henri X. Également duc de Saxe sous le nom d'Henri III. Déposé et mis au ban de l'Empire. |

## Ducs de Bavière de la maison de Wittelsbach (1180-1623)

### Duché de Bavière uni (1180-1255)
| Portrait  | Nom                                                       | Règne     | Notes | Armoiries                                           |
| --------- | --------------------------------------------------------- | --------- | --- | --------------------------------------------------- |
| Otton III | Otton III « Le Grand » (vers 1117 – 11 juillet 1183)      | 1180-1183 | | Armoiries des ducs de Bavière                       |
|           | Louis Ier (23 décembre 1173 – 15 septembre 1231)          | 1183-1231 | Fils d'Otton III de Bavière et d'Agnès de Looz. Également électeur palatin à partir de 1214. | Armoiries des ducs de Bavière et électeurs palatins |
| Otton IV  | Otton IV « l'Illustre » (7 avril 1206 – 29 novembre 1253) | 1231-1253 | Fils de Louis Ier et de Ludmilla de Bohême. Également électeur palatin. | Armoiries des ducs de Bavière et électeurs palatins |
| Louis II  | Louis II « le Sévère » (13 avril 1229 – 2 février 1294)   | 1253-1255 | Fils d'Otton IV et d'Agnès du Palatinat, ils succèdent conjointement à leur père à la tête de la Bavière. Louis conserve le titre d'électeur palatin. Au bout de deux ans, ils divisent la Bavière : Louis reçoit la Haute-Bavière et Henri, la Basse-Bavière. | Armoiries des ducs de Bavière et électeurs palatins |
|           | Henri XIII (19 novembre 1235 – 3 février 1290)            | 1253-1255 | Fils d'Otton IV et d'Agnès du Palatinat, ils succèdent conjointement à leur père à la tête de la Bavière. Louis conserve le titre d'électeur palatin. Au bout de deux ans, ils divisent la Bavière : Louis reçoit la Haute-Bavière et Henri, la Basse-Bavière. | Armoiries des ducs de Bavière et électeurs palatins |

### Duché de Bavière divisé (1255-1340)
| Portrait                 | Nom                                                           | Domaine       | Règne     | Notes |
| ------------------------ | ------------------------------------------------------------- | ------------- | --------- | --- |
|                          | Henri XIII (19 novembre 1235 – 3 février 1290)                | Basse-Bavière | 1255-1290 | |
| Louis II                 | Louis II « le Sévère » (13 avril 1229 – 2 février 1294)       | Haute-Bavière | 1255-1294 | Également électeur palatin. |
|                          | Louis III (9 octobre 1269 – 9 octobre 1296)                   | Basse-Bavière | 1290-1296 | Deuxième fils d'Henri XIII et d'Élisabeth de Hongrie. Mort sans descendance. |
|                          | Étienne Ier (14 mars 1271 – 10 décembre 1310)                 | Basse-Bavière | 1290-1310 | Troisième fils d'Henri XIII et d'Élisabeth de Hongrie. |
| Otton III de Wittelsbach | Otton V (11 février 1261 – 9 septembre 1312)                  | Basse-Bavière | 1290-1312 | Fils aîné d'Henri XIII et d'Élisabeth de Hongrie. Également roi de Hongrie de 1305 à 1308 sous le nom de Béla V. |
|                          | Rodolphe Ier « le Bègue » (4 octobre 1274 – 12 août 1319)     | Haute-Bavière | 1294-1317 | Fils aîné de Louis II et de Mathilde de Habsbourg. Également électeur palatin. Abdique au profit de son frère Louis IV. |
| Louis IV                 | Louis IV (1281/1282 – 11 octobre 1347)                        | Haute-Bavière | 1301-1340 | Deuxième fils de Louis II et de Mathilde de Habsbourg, il contraint son frère aîné Rodolphe Ier à partager la souveraineté de la Haute-Bavière en 1301. Élu roi des Romains en 1314. Il abandonne l'électorat palatin aux descendants de son frère en 1329, par le traité de Pavie. |
|                          | Otton VI (3 janvier 1307 – 14 décembre 1334)                  | Basse-Bavière | 1310-1334 | Deuxième fils d'Étienne Ier et de Judith de Lwówek. Mort sans descendance. |
|                          | Henri XIV « l'Aîné » (29 septembre 1305 – 1er septembre 1339) | Basse-Bavière | 1310-1339 | Fils aîné d'Étienne Ier et de Judith de Lwówek. |
|                          | Henri XV « de Natternberg » (28 août 1312 – 18 juin 1333)     | Basse-Bavière | 1312-1333 | Fils d'Otton V et d'Agnès de Głogów (de). Mort sans descendance. |
|                          | Jean Ier (29 novembre 1329 – 20 décembre 1340)                | Basse-Bavière | 1339-1340 | Fils d'Henri XIV et d'Élisabeth de Bohême. Mort sans descendance. |

### Duché de Bavière réunifié (1340-1349)
| Portrait               | Nom                                                           | Règne     | Notes | Armoiries                              |
| ---------------------- | ------------------------------------------------------------- | --------- | --- | -------------------------------------- |
| Louis IV               | Louis IV (1281/1282 – 11 octobre 1347)                        | 1340-1347 | La mort de son jeune cousin Jean Ier, dernier descendant mâle d'Henri XIII, lui permet de réunifier la Bavière. Également comte de Hainaut et de Hollande de jure uxoris (1345-1347).                                                                                             | Armoiries de Louis IV, duc et empereur |
| Louis V                | Louis V « le Brandebourgeois » (mai 1315 – 18 septembre 1361) | 1347-1349 | À la mort de Louis IV, ses six fils lui succèdent d'abord conjointement avant de se partager la Bavière en 1349. Louis V, Louis VI et Otton VII reçoivent la Haute-Bavière, Étienne II reçoit la Bavière-Landshut, et Guillaume III et Albert Ier reçoivent la Bavière-Straubing. | Armoiries des ducs de Bavière          |
| Étienne II             | Étienne II « mit der Hafte » (1319 – mai 1375)                | 1347-1349 | À la mort de Louis IV, ses six fils lui succèdent d'abord conjointement avant de se partager la Bavière en 1349. Louis V, Louis VI et Otton VII reçoivent la Haute-Bavière, Étienne II reçoit la Bavière-Landshut, et Guillaume III et Albert Ier reçoivent la Bavière-Straubing. | Armoiries des ducs de Bavière          |
| Louis VI               | Louis VI « le Romain » (7 mai 1328 – 1364/1365)               | 1347-1349 | À la mort de Louis IV, ses six fils lui succèdent d'abord conjointement avant de se partager la Bavière en 1349. Louis V, Louis VI et Otton VII reçoivent la Haute-Bavière, Étienne II reçoit la Bavière-Landshut, et Guillaume III et Albert Ier reçoivent la Bavière-Straubing. | Armoiries des ducs de Bavière          |
| Guillaume Ier          | Guillaume Ier (12 mai 1330 – 15 avril 1389)                   | 1347-1349 | À la mort de Louis IV, ses six fils lui succèdent d'abord conjointement avant de se partager la Bavière en 1349. Louis V, Louis VI et Otton VII reçoivent la Haute-Bavière, Étienne II reçoit la Bavière-Landshut, et Guillaume III et Albert Ier reçoivent la Bavière-Straubing. | Armoiries des ducs de Bavière          |
| Albert Ier             | Albert Ier (25 juillet 1336 – 16 décembre 1404)               | 1347-1349 | À la mort de Louis IV, ses six fils lui succèdent d'abord conjointement avant de se partager la Bavière en 1349. Louis V, Louis VI et Otton VII reçoivent la Haute-Bavière, Étienne II reçoit la Bavière-Landshut, et Guillaume III et Albert Ier reçoivent la Bavière-Straubing. | Armoiries des ducs de Bavière          |
| Otton V de Wittelsbach | Otton VII « le Fainéant » (1346 – 15 novembre 1379)           | 1347-1349 | À la mort de Louis IV, ses six fils lui succèdent d'abord conjointement avant de se partager la Bavière en 1349. Louis V, Louis VI et Otton VII reçoivent la Haute-Bavière, Étienne II reçoit la Bavière-Landshut, et Guillaume III et Albert Ier reçoivent la Bavière-Straubing. | Armoiries des ducs de Bavière          |

### Duché de Bavière divisé (1349-1505)
| Portrait               | Nom                                                           | Domaine                             | Règne           | Notes |
| ---------------------- | ------------------------------------------------------------- | ----------------------------------- | --------------- | --- |
| Louis V                | Louis V « le Brandebourgeois » (mai 1315 – 18 septembre 1361) | Haute-Bavière                       | 1349-1361       | Fils aîné de Louis IV et de sa première épouse Béatrice de Silésie. Également margrave de Brandebourg depuis 1323 et comte de Tyrol depuis 1342. Lors du partage de 1349, il reçoit la Haute-Bavière avec ses frères cadets Louis VI et Otton VII. Il leur offre le Brandebourg en 1351 en échange de leur renonciation à la Haute-Bavière. |
| Louis VI               | Louis VI « le Romain » (7 mai 1328 – 1364/1365)               | Haute-Bavière                       | 1349-1351       | Troisième fils de Louis IV, l'aîné de ceux issus de son second mariage avec Marguerite II de Hainaut. Lors du partage de 1349, il reçoit la Haute-Bavière avec Louis V et Otton VII. Il renonce à celle-ci en 1351 en échange de la marche de Brandebourg, élevée au rang d'électorat en 1356.                                              |
| Otton V de Wittelsbach | Otton VII « le Fainéant » (1346 – 15 novembre 1379)           | Haute-Bavière                       | 1349-1351       | Sixième fils de Louis IV, le quatrième de ceux issus de son second mariage avec Marguerite II de Hainaut. Lors du partage de 1349, il reçoit la Haute-Bavière avec Louis V et Louis VI. Il renonce à celle-ci en 1351 en échange de la marche de Brandebourg, élevée au rang d'électorat en 1356.                                           |
| Étienne II             | Étienne II « mit der Hafte » (1319 – mai 1375)                | Bavière-Landshut                    | 1349-1375       | Deuxième fils de Louis IV et de sa première épouse Béatrice de Silésie. Lors du partage de 1349, il reçoit la Bavière-Landshut. Il hérite également de la Haute-Bavière en 1363, à la mort de son neveu Meinhard. |
| Guillaume Ier          | Guillaume Ier (12 mai 1330 – 15 avril 1389)                   | Bavière-Straubing                   | 1349-1389       | Quatrième fils de Louis IV, le deuxième de ceux issus de son second mariage avec Marguerite II de Hainaut. Lors du partage de 1349, il reçoit la Bavière-Straubing avec son frère cadet Albert Ier. |
| Albert Ier             | Albert Ier (25 juillet 1336 – 16 décembre 1404)               | Bavière-Straubing                   | 1349-1404       | Cinquième fils de Louis IV, le troisième de ceux issus de son second mariage avec Marguerite II de Hainaut. Lors du partage de 1349, il reçoit la Bavière-Straubing avec son frère aîné Guillaume Ier. |
| Meinhard               | Meinhard (1344 – 13 janvier 1363)                             | Haute-Bavière                       | 1361-1363       | Fils de Louis V et de Marguerite de Tyrol. Également comte de Tyrol sous le nom de Meinhard III. Il meurt sans laisser d'héritier et la Haute-Bavière revient à son oncle Étienne II. |
|                        | Frédéric « le Sage » (vers 1339 – 4 décembre 1393)            | Bavière-Landshut                    | 1375-1393       | Deuxième fils d'Étienne II et d'Élisabeth de Sicile. Il règne conjointement avec ses frères Étienne III et Jean II jusqu'à ce qu'ils se partagent leur héritage, en 1392. Frédéric reçoit Landshut. |
|                        | Jean II (vers 1341 – 1397)                                    | Bavière-Landshut Bavière-Munich     | 1375-1392 -1397 | Troisième fils d'Étienne II et d'Élisabeth de Sicile. Il règne conjointement avec ses frères Étienne III et Frédéric jusqu'à ce qu'ils se partagent leur héritage, en 1392. Jean II reçoit Munich. |
|                        | Étienne III (vers 1337 – 25 septembre 1413)                   | Bavière-Landshut Bavière-Ingolstadt | 1375-1392 -1413 | Fils aîné d'Étienne II et d'Élisabeth de Sicile. Il règne conjointement avec ses frères Frédéric et Jean II jusqu'à ce qu'ils se partagent leur héritage, en 1392. Étienne III reçoit Ingolstadt. |
|                        | Albert II (1368 – 21 janvier 1397)                            | Bavière-Straubing                   | 1387-1397       | Deuxième fils d'Albert Ier et de Marguerite de Liegnitz-Brieg. Il est associé au pouvoir par son père, mais meurt avant lui. |
| Henri XVI              | Henri XVI « le Riche » (1386 – 30 juillet 1450)               | Bavière-Landshut                    | 1393-1450       | Fils de Frédéric et de Maddalena Visconti. |
|                        | Guillaume III (1375 – 13 septembre 1435)                      | Bavière-Munich                      | 1397-1435       | Fils cadet de Jean II et de Catherine de Goritz. Il règne aux côtés de son frère aîné Ernest. |
|                        | Ernest (1373 – 2 juillet 1438)                                | Bavière-Munich                      | 1397-1438       | Fils aîné de Jean II et de Catherine de Goritz. Il règne d'abord aux côtés de son frère Guillaume III, puis de son neveu Adolphe. |
| Guillaume II           | Guillaume II (5 avril 1365 – 31 mai 1417)                     | Bavière-Straubing                   | 1404-1417       | Fils aîné d'Albert Ier et de Marguerite de Silésie-Liegnitz. |
| Louis VII              | Louis VII « le Barbu » (vers 1368 – 1er mai 1447)             | Bavière-Ingolstadt                  | 1413-1447       | Fils d'Étienne III et de Taddea Visconti. |
| Jean III               | Jean III « Ohnegnade » (1374 – 6 janvier 1425)                | Bavière-Straubing                   | 1417-1425       | Troisième fils d'Albert Ier et de Marguerite de Liegnitz-Brieg. Prince-évêque de Liège de 1389 à 1418. Il meurt sans laisser d'héritier et la Bavière-Straubing est divisée entre les autres branches de la famille. |
|                        | Adolphe (7 janvier 1434 – av. 24 octobre 1441)                | Bavière-Munich                      | 1435-1441       | Fils de Guillaume III et de Marguerite de Clèves. Il règne d'abord aux côtés de son oncle Ernest, puis de son cousin Albert III. |
|                        | Louis VIII « le Bossu » (1er septembre 1403 – 13 avril 1445)  | Bavière-Ingolstadt                  | 1438-1445       | Fils de Louis VII et d'Anne de Bourbon. Il est associé au pouvoir par son père, mais meurt avant lui. |
|                        | Albert III « le Pieux » (27 mars 1401 – 29 février 1460)      | Bavière-Munich                      | 1438-1460       | Fils d'Ernest et d'Élisabeth Visconti. Il règne d'abord aux côtés de son cousin Adolphe, puis seul. |
| Louis IX               | Louis IX « le Riche » (23 février 1417 – 18 janvier 1479)     | Bavière-Landshut                    | 1450-1479       | Fils d'Henri XVI et de Marguerite d'Autriche. |
|                        | Jean IV (4 octobre 1437 – 18 novembre 1463)                   | Bavière-Munich                      | 1460-1463       | Fils aîné d'Albert III et d'Anne de Brunswick-Grubenhagen. Il règne aux côtés de son frère cadet Sigismond. |
| Sigismond              | Sigismond (26 juillet 1439 – 1er février 1501)                | Bavière-Munich Bavière-Dachau       | 1460-1467 -1501 | Deuxième fils d'Albert III et d'Anne de Brunswick-Grubenhagen. Il règne aux côtés de son frère aîné Jean IV, puis de son neveu Albert IV, au profit duquel il abdique en 1467, ne conservant pour lui que Dachau dont il bénéficie jusqu'à sa mort.                                                                                         |
| Georges                | Georges « le Riche » (15 août 1455 – 1er décembre 1503)       | Bavière-Landshut                    | 1479-1503       | Fils de Louis IX et d'Amélie de Saxe. Il meurt sans laisser d'héritier mâle, déclenchant la guerre de Succession de Landshut. |
| Albert IV              | Albert IV « le Sage » (15 décembre 1447 – 18 mars 1508)       | Bavière-Munich                      | 1465-1505       | Troisième fils d'Albert III et d'Anne de Brunswick-Grubenhagen. Il réunifie la Bavière au terme de la guerre de Succession de Landshut. |

### Duché de Bavière réunifié (1505-1623)
| Portrait       | Nom                                                            | Règne     | Notes | Armoiries                     |
| -------------- | -------------------------------------------------------------- | --------- | --- | ----------------------------- |
| Albert IV      | Albert IV « le Sage » (15 décembre 1447 – 18 mars 1508)        | 1505-1508 | Il décrète l'indivisibilité de la Bavière et la succession par primogéniture. | Armoiries des ducs de Bavière |
| Guillaume IV   | Guillaume IV (13 novembre 1493 – 7 mars 1550)                  | 1508-1550 | Fils aîné d'Albert IV et de Cunégonde d'Autriche. | Armoiries des ducs de Bavière |
| Louis X        | Louis X (18 septembre 1495 – 22 avril 1545)                    | 1514-1545 | Deuxième fils d'Albert IV et de Cunégonde d'Autriche, il reçoit le titre ducal et la Bavière-Landshut au terme de négociations avec son frère aîné, le duc Guillaume IV. Il ne laisse pas d'héritiers, et son frère récupère ses terres à sa mort. | Armoiries des ducs de Bavière |
| Albert V       | Albert V « le Magnifique » (29 février 1528 – 24 octobre 1579) | 1550-1579 | Fils de Guillaume IV et de Marie de Bade. | Armoiries des ducs de Bavière |
| Guillaume V    | Guillaume V « le Pieux » (29 septembre 1548 – 7 février 1626)  | 1579-1597 | Fils d'Albert V et d'Anne d'Autriche. Il abdique en faveur de son fils Maximilien pour se retirer dans un monastère. | Armoiries des ducs de Bavière |
| Maximilien Ier | Maximilien Ier (17 avril 1573 – 27 septembre 1651)             | 1597-1623 | Fils de Guillaume V et de Renée de Lorraine. Il est élevé à la dignité électorale à titre viager en 1623 pour remplacer son lointain cousin, le comte palatin Frédéric V.                                                                          | Armoiries des ducs de Bavière |

## Électeurs de Bavière (1623-1806)
| Portrait               | Nom                                                        | Règne     | Notes | Armoiries                          |
| ---------------------- | ---------------------------------------------------------- | --------- | --- | ---------------------------------- |
| Maximilien Ier         | Maximilien Ier (17 avril 1573 – 27 septembre 1651)         | 1623-1651 | Les électeurs de Bavière reçoivent également la charge d'archisénéchal du Saint-Empire. À la fin de la guerre de Trente Ans, Maximilien conserve la dignité électorale pour lui et ses successeurs, et un huitième titre d'électeur est recréé pour les comtes palatins.                                                       | Armoiries des électeurs de Bavière |
| Ferdinand Marie        | Ferdinand-Marie (31 octobre 1636 – 26 mai 1679)            | 1651-1679 | Fils de Maximilien Ier et de Marie-Anne d'Autriche. | Armoiries des électeurs de Bavière |
| Maximilien II Emmanuel | Maximilien II Emmanuel (11 juillet 1662 – 26 février 1726) | 1679-1726 | Fils de Ferdinand-Marie et de Henriette-Adélaïde de Savoie. Allié de la France durant la guerre de Succession d'Espagne, il perd ses États en 1711 et ne les récupère qu'à la fin du conflit, en 1714 cependant d'août 1703 à février 1705, une régence sera assurée par sa femme Thérèse Sobieska.                            | Armoiries des électeurs de Bavière |
| Charles-Albert         | Charles-Albert (6 août 1697 – 20 janvier 1745)             | 1726-1745 | Fils de Maximilien II Emmanuel et de Thérèse Sobieska. Allié de la France durant la guerre de Succession d'Autriche, il est élu empereur des Romains en 1742 contre François de Lorraine sous le nom de Charles VII. | Armoiries des électeurs de Bavière |
| Maximilien III Joseph  | Maximilien III Joseph (28 mars 1727 – 30 décembre 1777)    | 1745-1777 | Fils de Charles-Albert et de Marie-Amélie d'Autriche, il renonce au titre impérial et conclut la paix avec l'Autriche par le traité de Füssen. Mort de la variole sans laisser d'héritier. | Armoiries des électeurs de Bavière |
|                        | Charles-Théodore (10 décembre 1724 – 16 février 1799)      | 1777-1799 | Cousin éloigné de Maximilien III Joseph, issu de la branche de Palatinat-Soulzbach de la maison de Wittelsbach. Également duc de Berg et de Juliers et comte palatin du Rhin sous le nom de Charles IV Théodore. Mort sans laisser d'héritier.                                                                                 | Armoiries des électeurs de Bavière |
| Maximilien IV Joseph   | Maximilien IV Joseph (27 mai 1756 – 13 octobre 1825)       | 1799-1806 | Cousin éloigné de Charles-Théodore, issu de la branche de Palatinat-Deux-Ponts de la maison de Wittelsbach. Également duc Berg, de Juliers et de Deux-Ponts, comte de Ribeaupierre et de Birkenfeld et comte palatin du Rhin sous le nom de Maximilien II Joseph. Allié de Napoléon, il est élevé à la dignité royale en 1806. | Armoiries des électeurs de Bavière |

## Rois de Bavière (1806-1918)
| Portrait       | Nom                                             | Règne     | Notes | Armoiries                                 |
| -------------- | ----------------------------------------------- | --------- | --- | ----------------------------------------- |
| Maximilien Ier | Maximilien Ier (27 mai 1756 – 13 octobre 1825)  | 1806-1825 | Après avoir rallié les adversaires de Napoléon, il est confirmé dans son titre royal par le congrès de Vienne. | Premières armoiries du royaume de Bavière |
| Louis Ier      | Louis Ier (25 août 1786 – 29 février 1868)      | 1825-1848 | Fils de Maximilien Ier Joseph et de Wilhelmine de Hesse-Darmstadt. Sa liaison avec Lola Montez l'oblige à abdiquer en 1848 en faveur de son fils aîné Maximilien. |                                           |
| Maximilien II  | Maximilien II (28 novembre 1811 – 10 mars 1864) | 1848-1864 | Fils de Louis Ier et de Thérèse de Saxe-Hildburghausen. |                                           |
| Louis II       | Louis II (25 août 1845 – 13 juin 1886)          | 1864-1886 | Fils de Maximilien II et de Marie de Hohenzollern. Considéré comme fou, il est interné le 10 juin 1886 au château de Berg et y meurt noyé trois jours plus tard. |                                           |
| Othon Ier      | Othon Ier (7 janvier 1848 – 11 octobre 1916)    | 1886-1913 | Fils de Maximilien II et de Marie de Hohenzollern, il succède à son frère Louis II. Déclaré fou depuis 1872, il ne joue aucun rôle politique, la régence étant assurée par son oncle Léopold jusqu'en 1912, puis son cousin Louis. Il abdique en faveur de ce dernier en 1913.                       |                                           |
| Louis III      | Louis III (7 janvier 1845 – 18 octobre 1921)    | 1913-1918 | Fils de Léopold de Wittelsbach et d'Auguste-Ferdinande de Habsbourg-Toscane, et petit-fils de Louis Ier. Régent à la mort de son père, il devient roi après l'abdication de son cousin Othon Ier. Il abdique en novembre 1918, dans le cadre de la révolution de novembre (déclaration d'Anif (de)). |                                           |

## Sources
- Jiří Louda et Michael Maclagan Les dynasties d'Europe, Bordas 1995,  (ISBN 2-04-027115-5) chapitre 24 «Bavière et Palatinat » p. 188-191.
- Anthony Stokvis, Manuel d'histoire, de généalogie et de chronologie de tous les États du globe, depuis les temps les plus reculés jusqu'à nos jours, préf. H. F. Wijnman, éditions Brill Leyde 1890-1893, réédition, 1966, Volume III, chapitre VIII p. 167 et suivantes et « Généalogie de la maison de Wittelsbach » tableau généalogique no 61.

Marie-Nicolas Bouillet  et Alexis Chassang (dir.), « Liste des souverains de Bavière » dans Dictionnaire universel d’histoire et de géographie, 1878 (lire sur Wikisource).